# Gonoszycha
Gonoszycha (ros. Гоношиха) – wieś (sieło) w Rosji, w Kraju Ałtajskim, w rejonie zarińskim. W 2010 liczyła 577 mieszkańców.